# Nußdorf am Inn
Nußdorf am Inn település Németországban, azon belül Bajorországban. Lakosainak száma 2671 fő (2023. december 31.). Nußdorf am Inn Neubeuern, Samerberg, Raubling, Brannenburg, Flintsbach am Inn és Erl községekkel határos.

## Népesség
A település népessége az elmúlt években az alábbi módon változott:
| Lakosok száma | 739  | 1626 | 1822 | 2001 | 2646 | 2641 | 2656 | 2682 | 2638 | 2671 |
|               | 1875 | 1950 | 1975 | 1987 | 2012 | 2014 | 2016 | 2017 | 2021 | 2023 |